# Lady Franklin Point
Lady Franklin Point är en udde i Kanada.   Den ligger i territoriet Nunavut, i den centrala delen av landet, 3 300 km nordväst om huvudstaden Ottawa.
Terrängen inåt land är mycket platt. Havet är nära Lady Franklin Point västerut. Trakten är glest befolkad. Det finns inga samhällen i närheten.